# Barrio Nuevo (Cabimas)
Se encuentra entre los sectores Nueva Cabimas al norte (carretera K), Punto Fijo al este (Av 34), La Pastora al sur (calle Colón) y Democracia al oeste (Av 33).

## Zona Residencial
Barrio Nuevo cuenta con locales comerciales en la carretera K. Además en él se construye un nuevo conjunto residencial. La vialidad incluso la carretera K, permanece en mal estado.

## Transporte
Cuando la carretera K es transitable (frecuentemente la rompen a esta altura) la línea Nueva Cabimas pasa por allí y cruza en la Av 34.

## Sitios de Referencia
- Abasto las 4 Y. Av 34 con carretera K.